# Мияилович, Марко
Марко Мия́илович (серб. Марко Мијаиловић; род. 14 августа 1997, Ужице) — сербский футболист , защитник сербского клуба «Спартак (Суботица)» и сборной Сербии. Младший брат полузащитника Срджана Мияиловича.

## Клубная карьера

### «Црвена звезда»
Родившись в Ужице, Мияилович прошёл через молодёжную систему клуба «Црвена звезда». В 2014 году при тренере Ненаде Лалатовиче был приглашён на тренировки с первой командой. 15 ноября в товарищеском матче против «Удинезе», он дебютировал за белградский клуб, выйдя на замену вместо Богдана Планича. 29 ноября попал в заявку команды на матч сербской Суперлиги против клуба «ОФК».
В зимнее трансферное окно 2015 года, Мияилович на правах аренды перешёл в «Колубара», но выступал только за молодёжную команду. В течение года привлекался к товарищеским матчам первой команды против клубов «Бор», «Мордовия» и «Грачаница».
После восстановления от травмы полученной в начале 2016 года, Мияилович выступал в аренде за «Бежания». До конца сезона отметился одним голом в 9 матчах. Летом 2016 года, аренда была продлена до конца сезона 2016/2017, несмотря на то что защитник тренировался с первой командой «Црвена звезда». В ходе сезона, Мияилович сыграл в 28 матчах первой лиги Сербии, забил один гол и провёл матч национального кубка против «Воеводины».

### «Вождовац»
1 июля 2021 года, Мияилович перешёл в клуб «Вождовац». 16 июля в матче против «Чукарички» он дебютировал за клуб в сербской Суперлиге. 1 октября 2022 года в поединке против «Явора» из Иваницы он забил дебютный гол.

## Национальная сборная
С 2012 года Мияилович вызывался в молодёжные сборные Сербии. Выступал за команды до 16, 17, 18 и 19 лет. В ноябре 2016 года получил вызов в сборную до 20 лет, дебютировал в матче против Черногории.
25 января 2023 года в товарищеском матче против сборной США, Мияилович дебютировал за национальную сборную Сербии.